# Рагби репрезентација Казахстана
Рагби јунион репрезентација Казахстана је рагби јунион тим који представља Казахстан у овом екипном спорту. После Грузије и Русије, Казахстан је најбоља екс-Совјетска рагби репрезентација. Дрес Казахстана је плаве и жуте боје, а капитен је Серик Зансеитов. Највећу победу Казахстан је остварио против Индије, резултат је био 89-10. Најтежи пораз Казахстана је био 2010. Рагби јунион репрезентација Јапана их је прегазила 101-7. 

## Тренутни састав
Таирзан Азуев
Сергеј Меншиков
Владамир Черник
Серик Занеитстов
Јевгениј Шекуров
Николај Зуравлев
Александр Захаров
Тимур Машуров - капитен
Акметзан Баратов
Даулет Акимбеков
Павел Стикин
Илдар Абдразаков
Сергеј Конов
Павел Леонов
Владамир Митин
Владамир Ситдиков
Димитри Ткаченко
Антон Гунбин
Роман Сорокодиба
Димитри Тронин
Дастан Сулиеменов
Евгениј Романов